# Waitākere Ranges

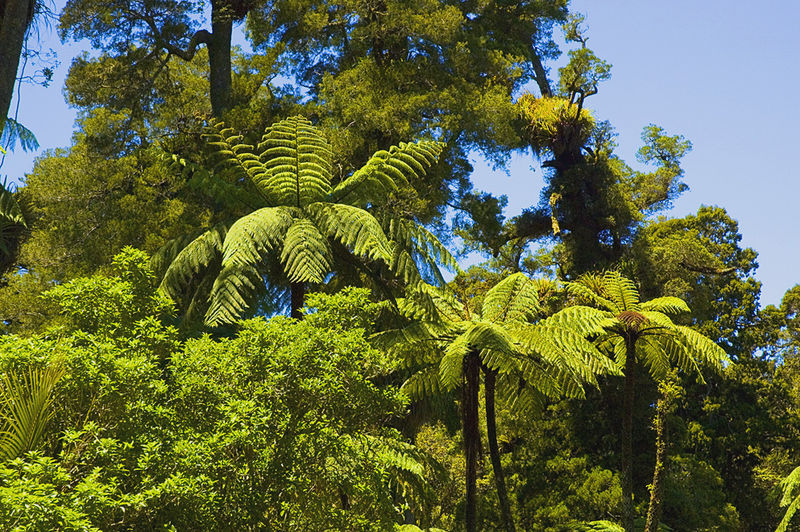
Wald in den Waitākere Ranges

Die Waitākere Ranges (Maori Te Wao nui a Tiriwa) ist eine bis zu 474 m hohe Berglandschaft westlich von Auckland, Neuseeland.

## Geographie
Die Waitākere Ranges erstrecken sich rund 18 km westlich bis südwestlich des Stadtzentrums von Auckland über eine Fläche von rund 200 km². Die fast gänzlich bewaldete Fläche beherbergt den Waitākere Ranges Regional Park, der eine Fläche von rund 160 km² umfasst und durch den 143 Wanderwege führen. Die höchste Erhebung in der Berglandschaft stellt der 474 m hohe Te Toiokawharu dar.

## Geologie
Die Westküste westlich von Auckland besteht aus bis über 300 Meter hohen Klippen, die gelegentlich von Stränden unterbrochen werden. Die Klippen entstanden durch Erosion von altem vulkanischen Konglomerat und Lavaströmen, die vor 12 bis 25 Millionen Jahren abgelagert wurden. Die Hügel sind von „Bush“ (in diesem Fall subtropischem Wald) bedeckt, der sich nach Abholzung und Landwirtschaft in der zweiten Hälfte des 18. und im frühen 19. Jahrhundert regenerierte.

## Geschichte
1894 gelang es einer Gruppe unter Führung von Sir Algernon Thomas, dem ersten Professor der Geologie und Botanik an der Universität Auckland, den Stadtrat von Auckland zu überzeugen, 14 km² im Gebiet Nihotupu area der Waitākere Ranges als Schutzgebiet anzuerkennen. 1895 stufte die neuseeländische Regierung dieses Gebiet und mehrere andere, kleinere Teile der Waitakere Ranges als „Reservate zur Erhaltung der einheimischen Flora und Fauna“ ein. Das Schutzgebiet des The Waitākere Ranges Regional Parkland umfasst heute eine Fläche von etwa 160 km².

## Weitere Beschreibung
Innerhalb der Ranges gibt es fünf Staubecken, die zur Wasserversorgung der Region Auckland errichtet wurden. Es gibt hier einen Jahresniederschlag von über 2000 mm, während Auckland weniger als die Hälfte davon erhält. Da die Wettersysteme von der Tasmansee kommen, wird ihr Weg von den Waitakere Ranges blockiert, deren Höhe ausreicht, um die Wolken zum Abregnen zu bringen.
Durch das Gebirge führt die einzige Zufahrt zu den Ferienorten Piha und Karekare.

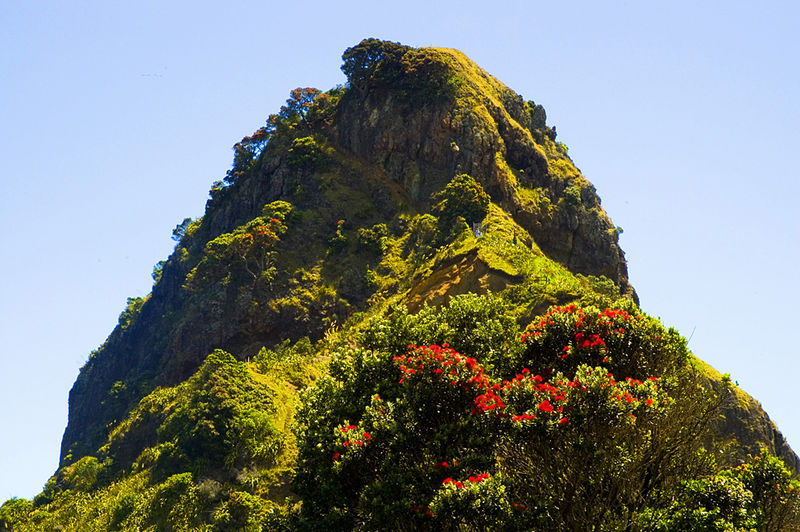
Lion Rock, Piha

In den Ranges finden sich Kaurischnecken und sogenannte Glowworms (Arachnocampa luminosa, nicht zu verwechseln mit den deutschen Glühwürmchen), Wetas und Neuseelandfledermäuse. Stummelfüßer der Gattung Peripatus, von denen eierlegende Exemplare mit 14 Beinpaaren und oviovivipare Exemplare mit 15 oder 16 Beinpaaren vorkommen, die zu keiner der fünf wissenschaftlich beschriebenen neuseeländischen Arten gehören, kommen in dem Gebiet vor.
Am Nordende befindet sich bei Otakamiro Point eine der wenigen Brutkolonien der Tölpel auf dem neuseeländischen Festland.
Die Küste vor der Hügelkette besitzt vier für das Surfen beliebte Strände, Muriwai Beach, Te Henga, Piha und Karekare. Die Ranges bieten auch ein ausgedehntes Netz an Wander- und Fahrwegen und schöne Aussichten auf die Ost- und Westküste und Auckland. Eine Scenic Drive genannte Straße verläuft von Titirangi nach Swanson durch einen großen Teil der Ranges. Der Stadtrat von Auckland betreibt nahe Titirangi ein Informationszentrum.
Die Strände bestehen, wie viele Strände der Westküste nördlich der Region Taranakis aus schwarzem Vulkansand. Sie sind wegen Brandungsrückstrom und starker Dünung für Schwimmer gefährlich.